# Enrico I di Reuss-Greiz (1693-1714)
Enrico I di Reuss-Greiz (Dresda, 29 dicembre 1693 – Parigi, 7 settembre 1714) è stato conte di Reuss-Obergreiz dal 1697 fino alla sua morte.

## Biografia
Il conte Enrico I nacque nel 1693 a Dresda, secondo figlio di suo padre Enrico VI e primogenito della sua seconda moglie, Henriette Amalie von Friesen.
Succedette al padre all'età di soli quattro anni e morì celibe nel 1714 a Parigi.